# El resurgir de la Atlántida
El resurgir de la Atlántida  es un documental de investigación arqueológica, producido por James Cameron y dirigido por Simcha Jacobovici para National Geographic Channel. Fue estrenado el 29 de enero de 2017, en inglés, con el nombre de «Atlantis Rising», y el 5 de marzo se estrenó en español con el título «El resurgir de la Atlántida».

## Sinopsis
En el documental se investigan objetos arqueológicos, fotografías de satélite y fondos marinos que se suponen indicios de la mítica isla.
El documental comienza en Santorini, examinando las ideas  de Charles Pellegrino y continúa sucesivamente por Malta, para analizar la propuesta de Peter Ellul Vincenti, y por Cerdeña para valorar la propuesta de Robert Ishoy, que terminan siendo descartadas. La segunda parte del documental empieza en las Columnas de Hércules, el actual Estrecho de Gibraltar, donde se examina la propuesta defendida por el escritor cubano Díaz-Montexano y el teólogo y rabino Richard A. Freund, que es la apoyada por el propio J. Cameron. Finalmente, el documental explora las islas Terceira y Pico del archipiélago de las Azores, y concluye considerando como más verosímil la propuesta del suroeste ibérico como punto central desde el cual se expandiría la civilización marítima atlante del Calcolítico y el Bronce, generadora de la leyenda, hacia otros lugares del Atlántico y el Mediterráneo.

## Localidades en España y en el océano Atlántico

### En tierra firme

#### Extremadura
- Campanario: un mural petroglífico que muestra círculos concéntricos, barcos de cabeza y un caballo, debajo de ondas sinuosas, interpretados como la representación de un tsunami.

- Museo Arqueológico Provincial de Badajoz: estelas de guerrero del Suroeste cuya simbología y diseño aluden a las especulaciones sobre su origen atlante.

#### Andalucía
- El yacimiento calcolítico de Marroquíes Bajos, a las afueras de Jaén: se especula acerca de su trazado, suponiendo que se basa en un patrón originario de la Atlántida. La arqueóloga Estela Pérez Ruiz es consultada por su experiencia en las excavaciones.

- El abrigo rocoso del barranco de El Toril, Otíñar, Jaén. Interpretación del símbolo principal en el panel central -el cual es vinculado con la leyenda de la Atlántida- como posible antecedente simbólico de la Menorah.

- Cueva de la Laja Alta, Jimena de la Frontera, Cádiz: se analizan mediante fotografía multiespectral las pinturas, que representan embarcaciones, y en el documental se especula acerca de su atribución a una escena portuaria contemporánea con la civilización atlántica descrita por Platón.

- Parque natural de Doñana, Huelva. Escena principal en el Cerro del Trigo con Jacobovici, Freund y Díaz-Montexano. Freund especula acerca de unos posibles restos arqueológicos que él interpreta como las ruinas dejadas tras el hipotético tsunami que habría destruido la mítica Atlantis. Díaz-Montexano muestra una de las más antiguas copias griegas bizantinas de los mapas de Claudio Ptolemeo, que representa la ciudad de Tartessos situada en la misma zona de Doñana donde se ha rodado la escena.

#### Castilla-La Mancha
- Motilla del Azuer, Daimiel (Ciudad Real). Jacobovici expone la hipótesis de que la Motilla de Azuer podría haber sido usada también como templo o santuario, así como que esta sería anterior a las nuragas de Cerdeña, las cuales podrían ser construcciones posteriores realizadas por los mismos pueblos atlánticos de Iberia en su expansión por el Mediterráneo.

##### Región Autónoma de las Azores (Portugal)
- Isla del Pico: el profesor Félix Rodrigues muestra varias construcciones megalíticas y piramidales, una gran roca tallada con forma de ancla y varios “surcos de carro” —cart ruts— similares a los de la isla de Malta
- Isla de Terceira: un columbario, posiblemente romano.

#### Fondos marinos
- Golfo de Cádiz, entre seis y quince kilómetros mar adentro desde el Estrecho de Gibraltar y Huelva. Se filman varias estructuras de posible origen antrópico, posibles tambores de columnas o ruedas de molino, y siete anclas de piedra con tipología usada entre el Calcolítico y la Edad del Bronce en una zona con posibles estructuras portuarias.

- Varios puntos en aguas internacionales próximas al Golfo de Cádiz. Posibles estructuras portuarias sumergidas desde hace miles de años.

## Críticas
Los filósofos César Guarde-Paz y Antonio Morillas Esteban, en una sinopsis del documental, apoyan las teorías de Díaz-Montexano, como la supuesta similitud de la estructura del poblado de Marroquíes Bajos con la capital de la Atlántida, y otros indicios, como las pinturas rupestres de barcos de la Cueva de la Laja Alta en Jimena de la Frontera, Cádiz, o las siete anclas de piedra atribuidas por el autor a un puerto sumergido por el cataclismo. Sin embargo, el periodista Jason Colavito ha señalado de forma detallada las inconsistencias del documental, denunciando que se acomodan datos para que se ajusten a ideas preconcebidas, se manipulan fechas o se muestran como evidencias algunas que carecen de relación con el tema. Además, tacha de falsarios y acusa de manipular sus credenciales académicas a algunos expertos y escritores que aparecen en el documental.
El arqueólogo Marcelo Castro, director del Conjunto Arqueológico de Cástulo, refiriéndose a otro de los lugares mostrados como indicio, —la estructura de las ruinas del poblado prehistórico de Marroquíes Bajos—, señala que la estructura en anillos concéntricos “es un patrón muy habitual entre los constructores de entonces.”